# Iglesia de San Felipe Neri (Palma)
La iglesia de San Felipe Neri (en catalán: església de Sant Felip Neri) es una iglesia de estilo barroco situada entre la calle Vilanova y la calle de San Felipe Neri en Palma de Mallorca. Se construyó a finales del siglo XVI perteneciendo a la Orden de la Santísima Trinidad hasta el siglo XIX cuando pasó a manos de la Congregación del Oratorio de San Felipe Neri, a quienes sigue perteneciendo actualmente.

## Historia
La actual iglesia de San Felipe Neri corresponde a lo que antiguamente fue el convento e iglesia del Santo Espíritu. El edificio del Santo Espíritu pertenecía a la Orden de la Santísima Trinidad (u Orden de los Trinitarios), orden aprobada en 1198 por el papa Inocenci II y establecida en Mallorca en el año 1232, gracias a la intercesión de Constanza de Aragón, hermanastra del rey Jaime I el Conquistador. Los cimientos de la iglesia del Santo Espíritu fueron colocados a fines del siglo XVI. En el año 1612 se llevó a cabo la primera reforma. El 8 de octubre de 1628 fue oficialmente bendecida. La iglesia perteneció a la Orden de los Trinitarios hasta su exclaustración en 1835 a raíz de la desamortización de Mendizábal. Después de la supresión de los Trinitarios, el templo del Santo Espíritu pasó a ser utilizado como almacén de paja y no fue hasta 1858 que volvió a manos eclesiásticas cuando la Congregación del Oratorio de San Felipe Neri lo adquirió. Dado el estado de abandono en el que se encontraban, tanto la iglesia como el convento, las obras duraron hasta 1868, aunque la Comunidad del Oratorio se instaló en el convento en enero del año 1859. Por aquel entonces sólo eran dos: el Padre Frau (quien murió 7 días después) y el Hermano Pere Antoni Cañellas. El 17 de mayo de ese mismo año, la antigua iglesia del Santo Espíritu fue renombrada como iglesia de San Felipe Neri, nombre que se ha mantenido hasta el día de hoy. Las obras de los edificios empezaron el 22 de noviembre de 1858 y se alargaron hasta 1875. Gracias a los libros de cuentas que se conservan en el Archivo del Oratorio, sabemos que entre 1869 y 1873, las obras se pararon ya la vez, quienes fueron los trabajadores que participaron. Los nombres mencionados son los siguientes: Joan Bauzà (maestro de obras), posteriormente sustituido por Francesc Rosselló; Josep Muntaner y Miquel Matas (carpinteros); Jordi Palmer (herrero); Mariano Enrich (vidriero) y Vicenç Matas (pintor).

## Elementos de la Iglesia

### El Altar Mayor

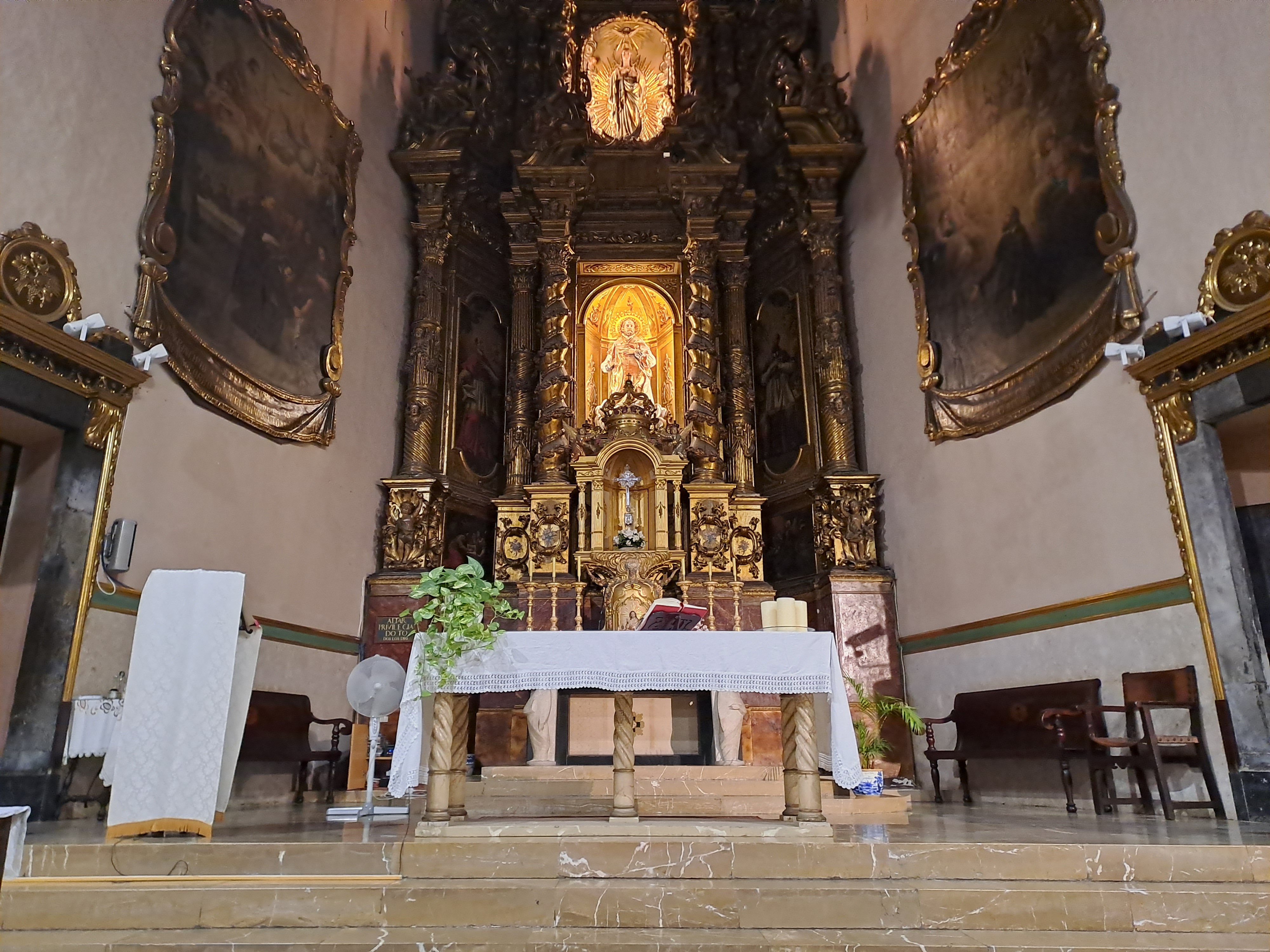
Altar Mayor de San Felipe Neri

El retablo que está en el Altar Mayor es de estilo barroco y es el mismo que había en la primitiva iglesia, que se encontraba en la actual Plaza Mayor (la antigua iglesia donde se encontraba la Congregación, no la antigua iglesia del Santo Espíritu). El autor fue el escultor catalán Andreu Carbonell (1713), discípulo de Francisco Herrera.
Las medidas del retablo son las siguientes: 13 m de altura, por 6 m de ancho y 1'35 m de profundidad. En la parte superior del retablo, se encuentra San Pedro, el cual está representado en el medallón con sus atributos. En el nicho superior, se halla una talla de la Inmaculada Concepción, obra del artista alcudiense Llorenç Ferrer i Martí (1854-1928). Frente a la Virgen, están representadas las cuatro virtudes teologales: Fe, Esperanza, Caridad y Verdad.

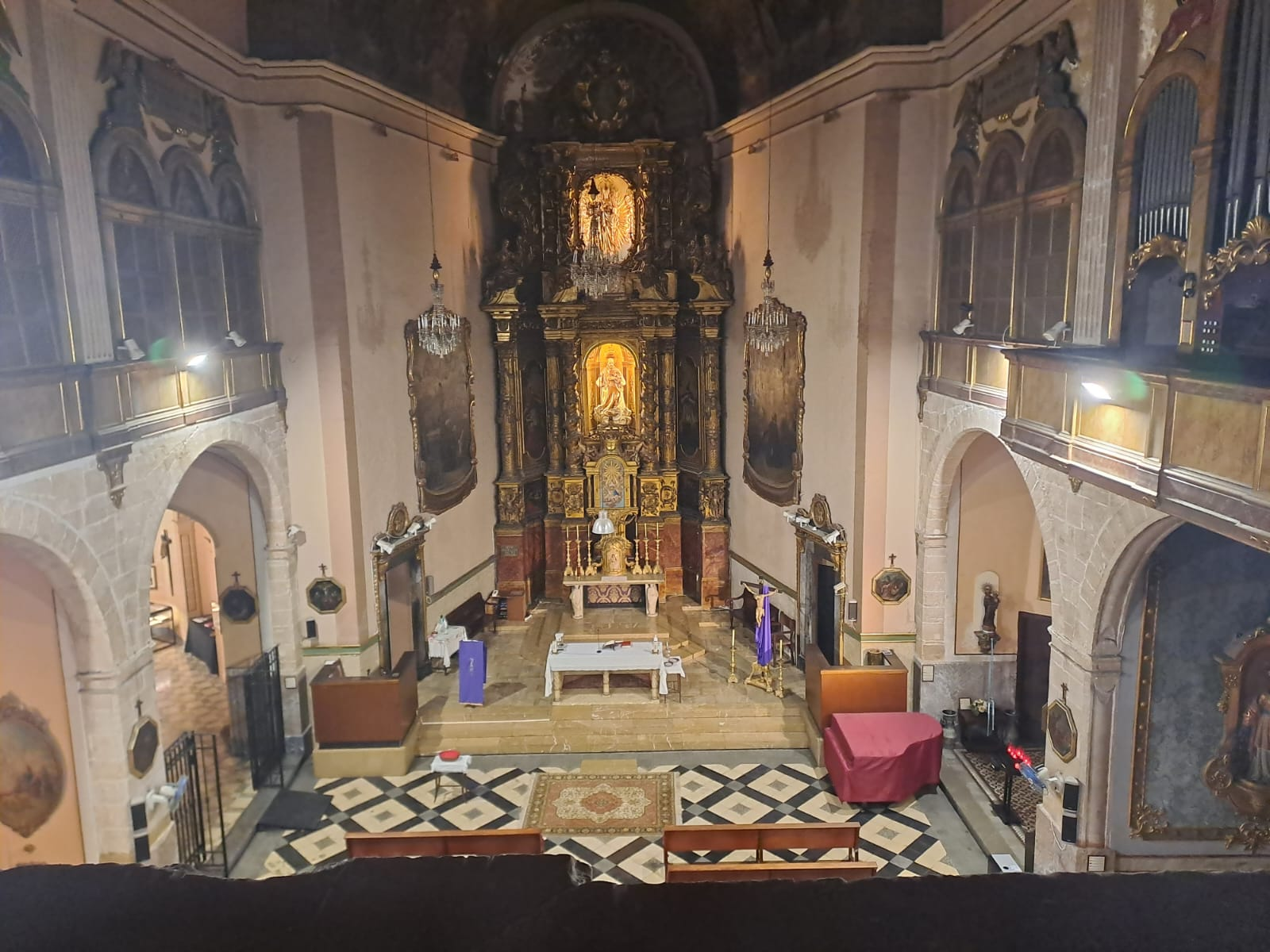
El altar mayor visto desde el coro. A la derecha el órgano

En el nicho central, se halla una escultura de San Felipe Neri. A ambos lados, hay dos telas alargadas que representan a San Carles Borromeu (derecha) y a San Francesc de Sales (izquierdo). La autoría de las telas es del pintor Miquel Pont. En la parte inferior del retablo, hay dos pinturas más: a la derecha, San Mateo Evangelista, y a la izquierda, las Plagas de San Francisco de Asís. El hecho de que ambos santos estén aquí representados se debe a que eran los santos onomásticos de los Canónigos Mir, quienes se encargaron de pagar los gastos del retablo. Ambas pinturas son obra de Bartomeu Morey. El expositorio es de época moderna (1926).
El altar es de piedra monolítica, es decir, que está hecho de una sola piedra, sostenida por dos ángeles de talla. El escultor fue Pere Martínez Pavia. El altar fue consagrado el 25 de mayo de 1959, por el Vicario General, el Doctor Francesc Planas (quien posteriormente se convertiría en el Obispo de Ibiza) con motivo del I Centenario de la llegada de la Congregación (1859 ) al convento. Vicente Matas, pintor ya mencionado, fue el encargado de decorar la bóveda del ábside representando en ella la glorificación del santo titular (San Felipe). Las dos pinturas, de grandes dimensiones, que se encuentran en las paredes laterales del presbiterio representan escenas de la vida de San Felipe: cuando recibió al Espíritu Santo en la forma de un globo de fuego mientras rezaba en las catacumbas de San Sebastián (derecha), y cuando dio principio a la Cofradía de la Santísima Trinidad para dar socorro a los peregrinos y convalecientes (izquierdo). En el suelo, hay una lápida que recuerda que allí están los restos del Padre Francesc Molina i Guardiola, restaurador de la Congregación del Oratorio, llevados ahí en el año 1959.

### Capilla del Santo Cristo Rescatado
La capilla está dedicada al Santo Cristo Rescatado, escultura así llamada por haber sido rescatada por el Padre Juan Antonio Bello -de la Orden de la Santíssima Trinidad - de manos de los argelinos. El Santo Cristo Rescatado se venera aquí mismo desde el año 1697, según el Archivo del Oratorio, según el cual hubo una petición de indulgencias por parte de Fray Benet Bernat -también Trinitario- a Basilio Antonio, Obispo de Ibiza en esos momentos (1835).

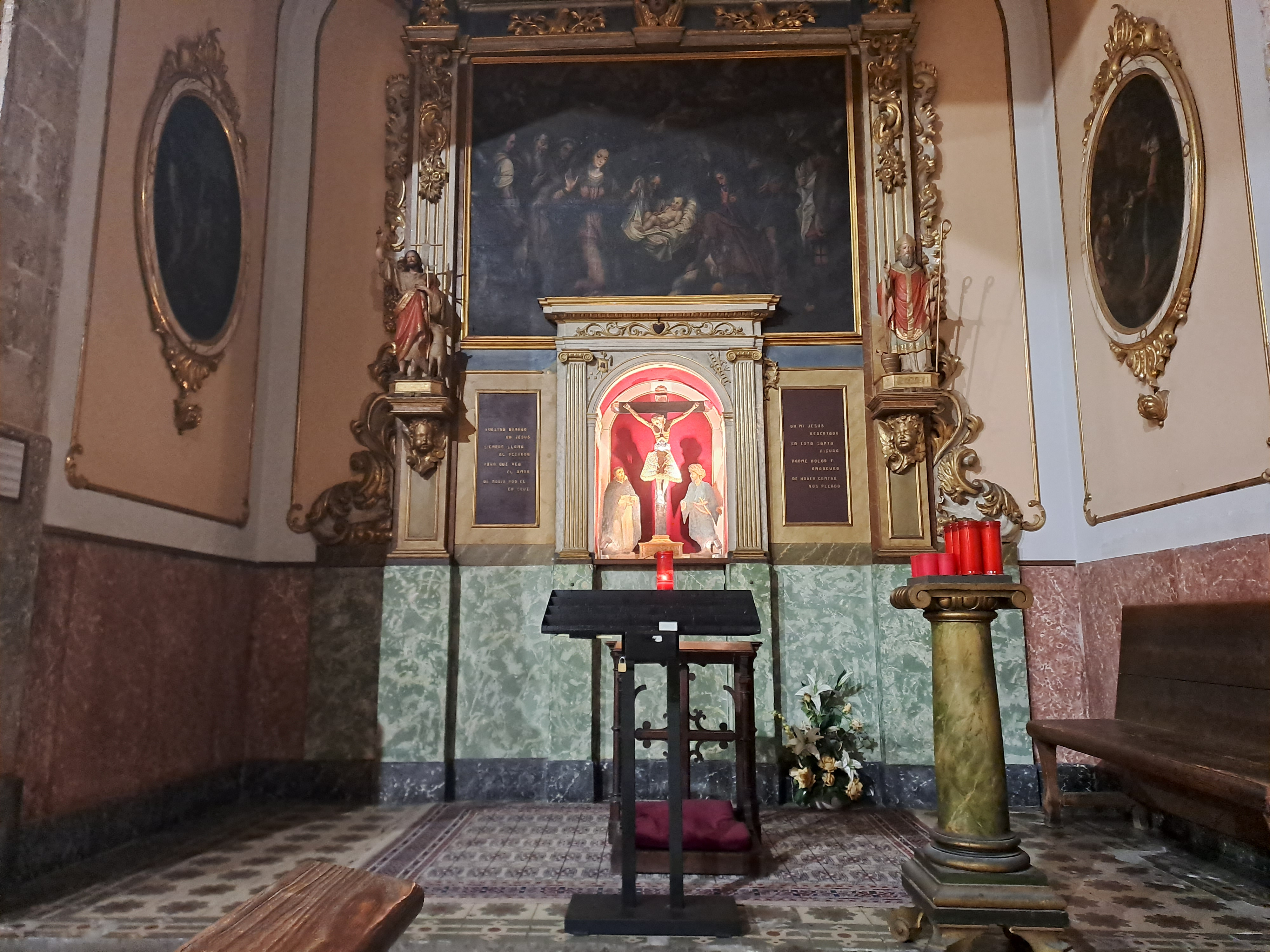
Capilla del Santo Cristo Rescatado

En la parte superior, se puede observar un medallón de San Vicente Ferrer y debajo de éste un cuadro que representa el nacimiento de Jesús, de autor desconocido. A ambos lados del Santo Cristo, hay dos pequeñas esculturas: una de San Nicolás de Bari (derecha) y otra de San Juan Bautista (izquierdo). En las paredes laterales hay dos escenas, en forma de medallón, del rescate del Santo Cristo.

#### Leyenda del Santo Cristo Rescatado
Existe una leyenda en relación con el rescate del Santo Cristo. Según se dice, el Santo Cristo estaba en Argelia cuando el Padre Juan Antonio Bello le encontró siendo arrastrado por las calles. Cuando el Padre Bello preguntó por su precio le dijeron que le venderían por su peso en monedas. Cuando fueron a pesar el Santo Cristo, de forma milagrosa, la figura sólo pesó una moneda. No contentos con el resultado se negaron a entregárselo. El Padre Bello les ofreció treinta monedas por la figura, la misma cantidad que recibió Judas Iscariote de parte del Sanedrín por la traición a Jesucristo, oferta que, finalmente, aceptaron.

### Capilla de la Virgen de Lourdes
Esta capilla está dedicada a la Virgen de Lourdes, quien la preside desde el año 1908. Tanto la Virgen mencionada, como la Santa Bernadeta Soubirous (1927), arrodillada a sus pies son obra de Guillermo Galmés. Las dos tallas que representan al Beato Antoni Grassi (izquierda) y a San Luis Gonzaga (derecha) son también de su autoría.

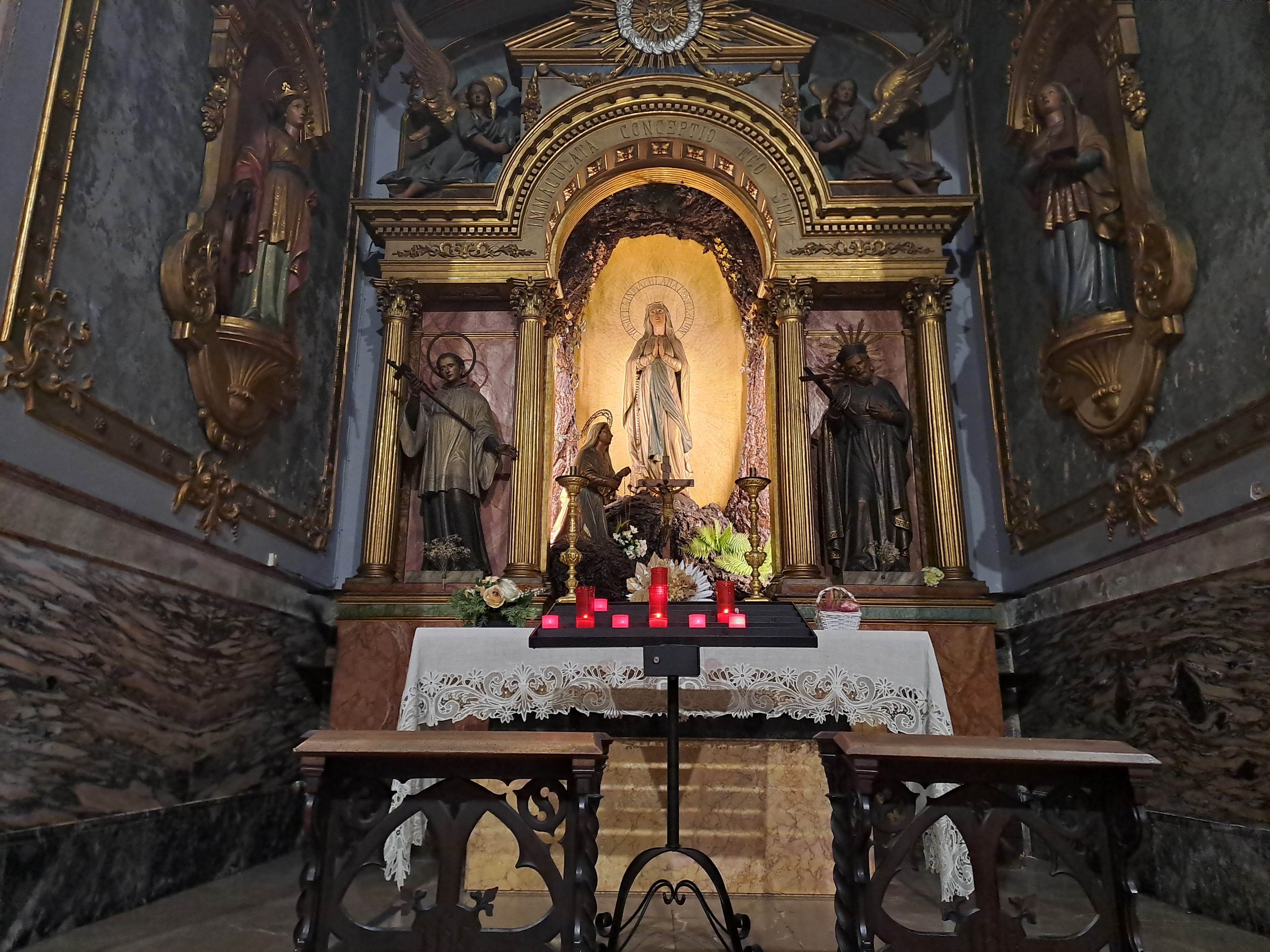
Capilla de la Virgen de Lourdes

En las paredes laterales de la capilla se encuentran representadas Santa Catalina con la rueda (izquierda) y Santa Cecilia, con un órgano (derecha). Ambas imágenes fueron colocadas en este lugar el 21 de noviembre de 1909. Fueron bendecidas por el canónigo Mateu Rotger. Mateu Garau celebró la misa. En 1927 y 1928 se colocaron mármoles para embellecer la capilla. El altar fue consagrado por el Doctor Francisco Ortega de la Lorena, archidiácono, el día 22 de mayo de 1959, día en que se celebraba la bendición de la pintura de Lourdes situada en el portal menor.

### Capilla de San José

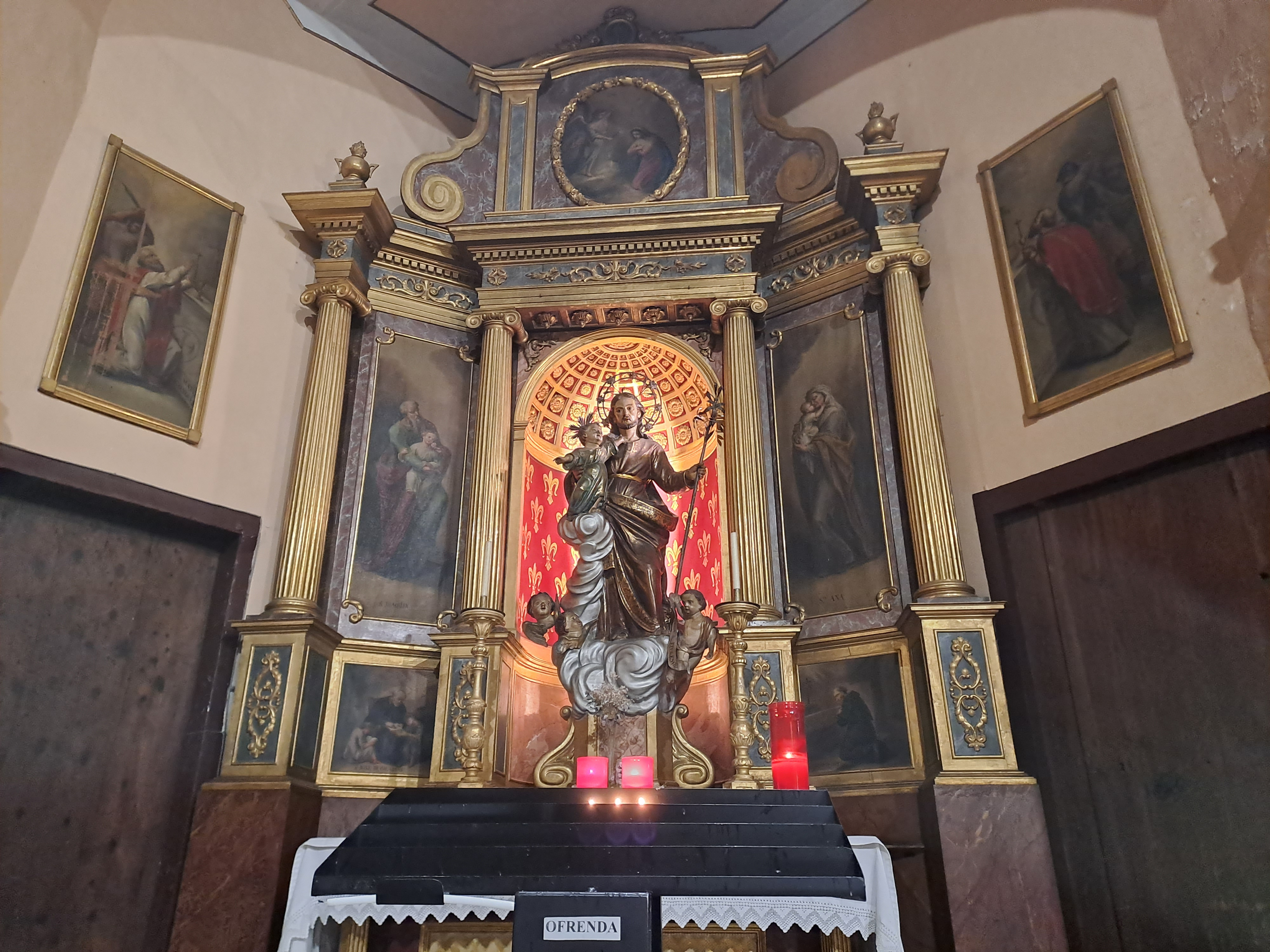
Capilla de San José

En la parte superior de la capilla, se encuentra un medallón que representa la Anunciación a la Virgen. En el centro de todo, está la figura de San José con el Niño Jesús, quien se encuentra sobre una peanaen forma de nube como soporte. A ambos lados de la figura, hay dos telas que muestran a Santa Ana (derecha) ya San Joaquín (izquierdo). Abajo de las dos telas, hay dos pequeñas pinturas que representan a San José de Calasanz (izquierda) ya San José de Copertino (derecha). En las paredes latearles de la capilla se hallan dos pinturas de dos santos mártires celebrando la Eucaristía. No está claro a quiénes representan pero se cree que son San Mateo y San Marcos.

### Capilla de la Virgen del Carmen
En el nivel superior, hay un medallón con la imagen de San Alfonso María de Ligorio. A la derecha de la escultura de la Virgen se encuentra representado San Leonardo de Porto Maurizio y debajo de él, una pequeña pintura de Santa Catalina de Génova. A la izquierda, San Camilo de Lellis y debajo, Santa Gertrudis. En las paredes laterales de la capilla se encuentran representadas, en cuadros ovalados, la Virgen de Guadalupe (izquierda) y la Virgen de Fátima (derecha).

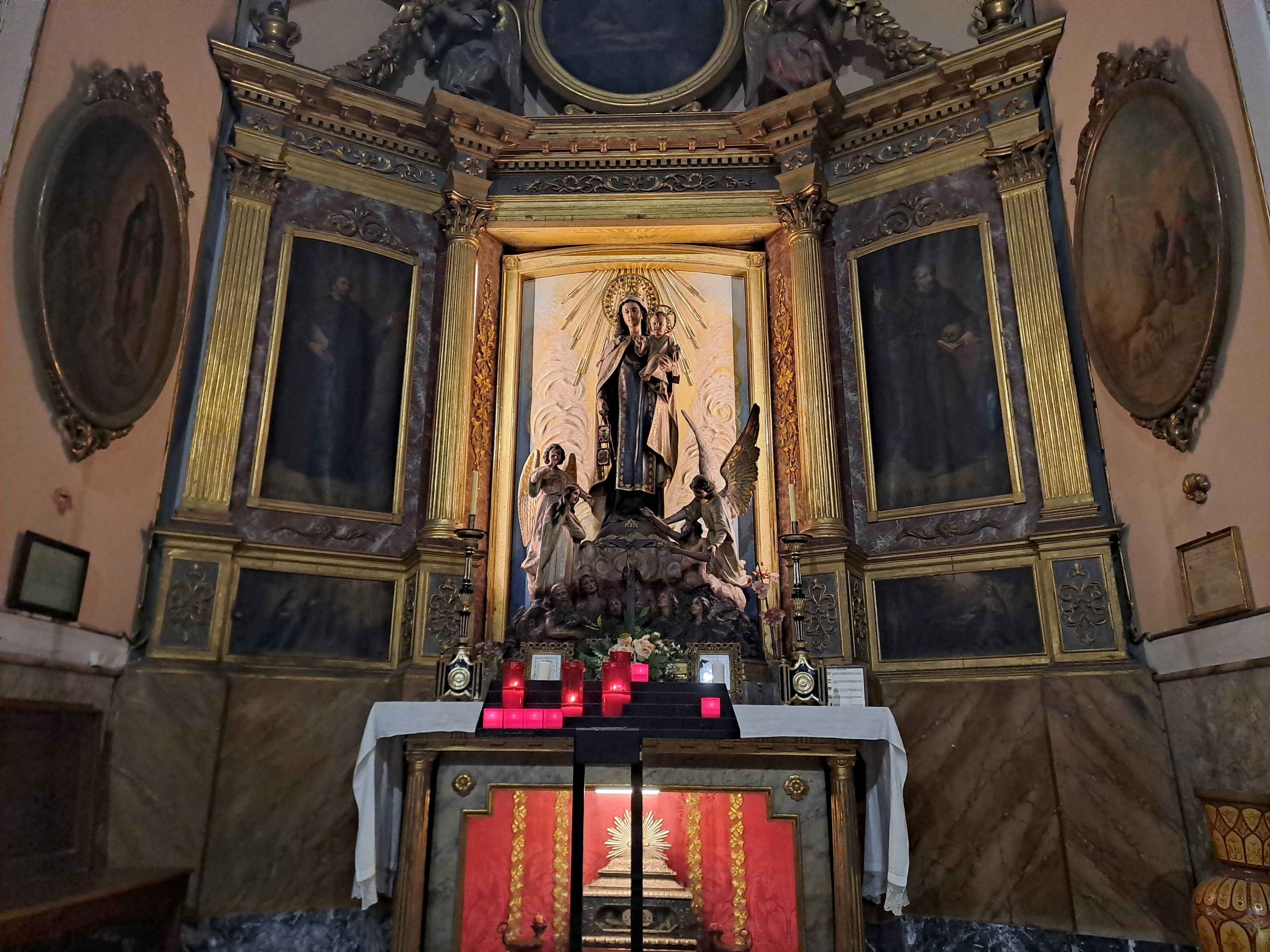
Capilla de la Virgen del Carmen

Debajo del altar, hay una urna de plata con los restos de San Peregrino Mártir. Esta urna fue expuesta al culto público en 1950. Mosén Bru Cortés dejó en herencia (1880) la urna a su sobrino Francesc Forteza Cortés, pidiendo que a la muerte de este último, la urna pasara a ser propiedad de la Iglesia de San Felipe Neri, donde permanece hoy en día, gracias a que los herederos renunciaron ante notario a sus derechos en favor de la Congregación. Esto se debe a que, legalmente, la urna no sólo pertenecía a Mossèn Bru Cortés, ya que tenía seis hermanos y su madre, Paula Cortés (quien recibió la reliquia de parte de Mossèn Carles Maria Cortés, Prepósito de la Congregación de San Francisco de Sales, de Génova) murió abintestato en 1837 (es decir, sin haber hecho testamento).

### Capilla del Sagrado Corazón de Jesús
La capilla del Sagrado Corazón de Jesús es la única, junto con la capilla de la Virgen de los Dolores (la cual se describe más adelante), que se encuentra cerrada por una verja de hierro. En el centro de la capilla se encuentra la imagen esculpida de Jesucristo.

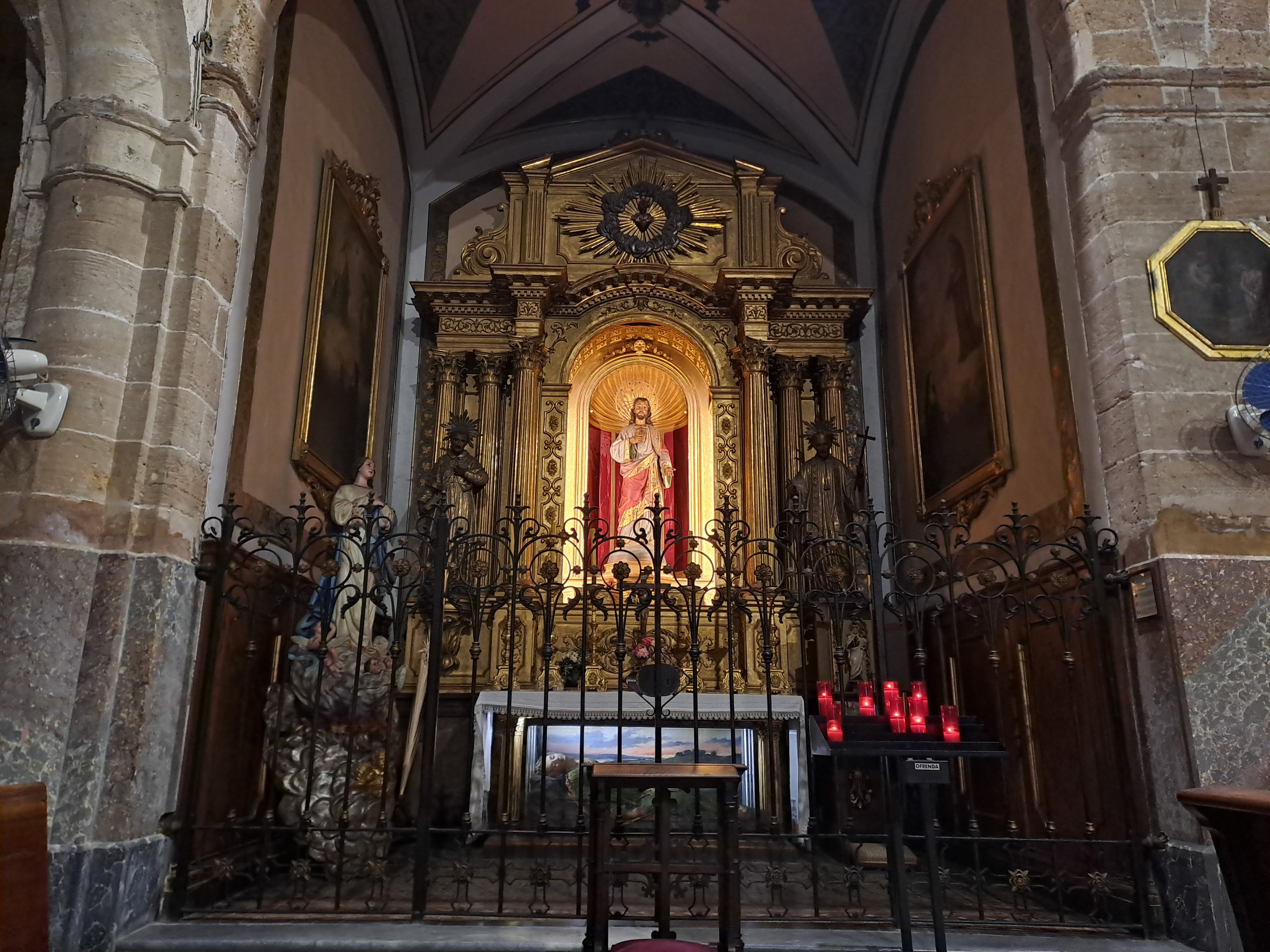
Capilla del Sagrado Corazón de Jesús

A su izquierda, está el Beato Juan Juvenal Ancina; a su derecha, el Beato Sebastián Valfré. Ambos beatos pertenecieron a la Congregación del Oratorio de San Felipe Neri. En las paredes laterales de la capilla, hay dos pinturas que representan la Aparición del Corazón de Jesús a Santa Margarita María Alacoque y la Aparición de San Miguel a la misma santa.
Debajo del altar, están los restos de Santa Victoria Mártir dentro de una mascarilla de cera. A sus pies, una botella en la que seguarda su sangre. Las reliquias fueron colocadas en esta capilla en 1892. Mosén José de Olesa, hijo de Jaime de Olesa, noble mallorquín que las recibió de parte del Papa Gregorio XVI, dio los restos a los Padres del Oratorio.

### Capilla del Divino Amor

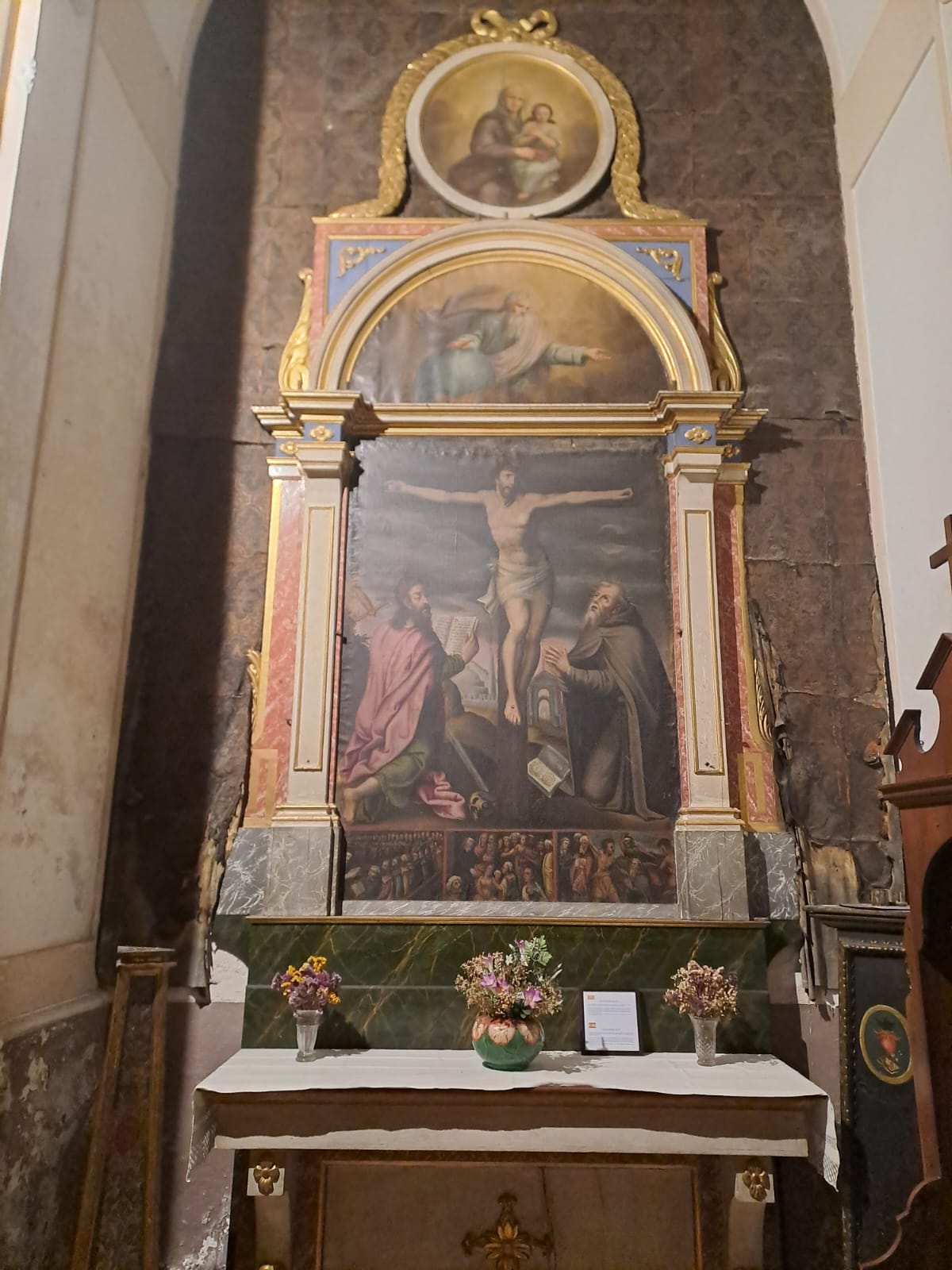
Altar de Cristo Crucificado

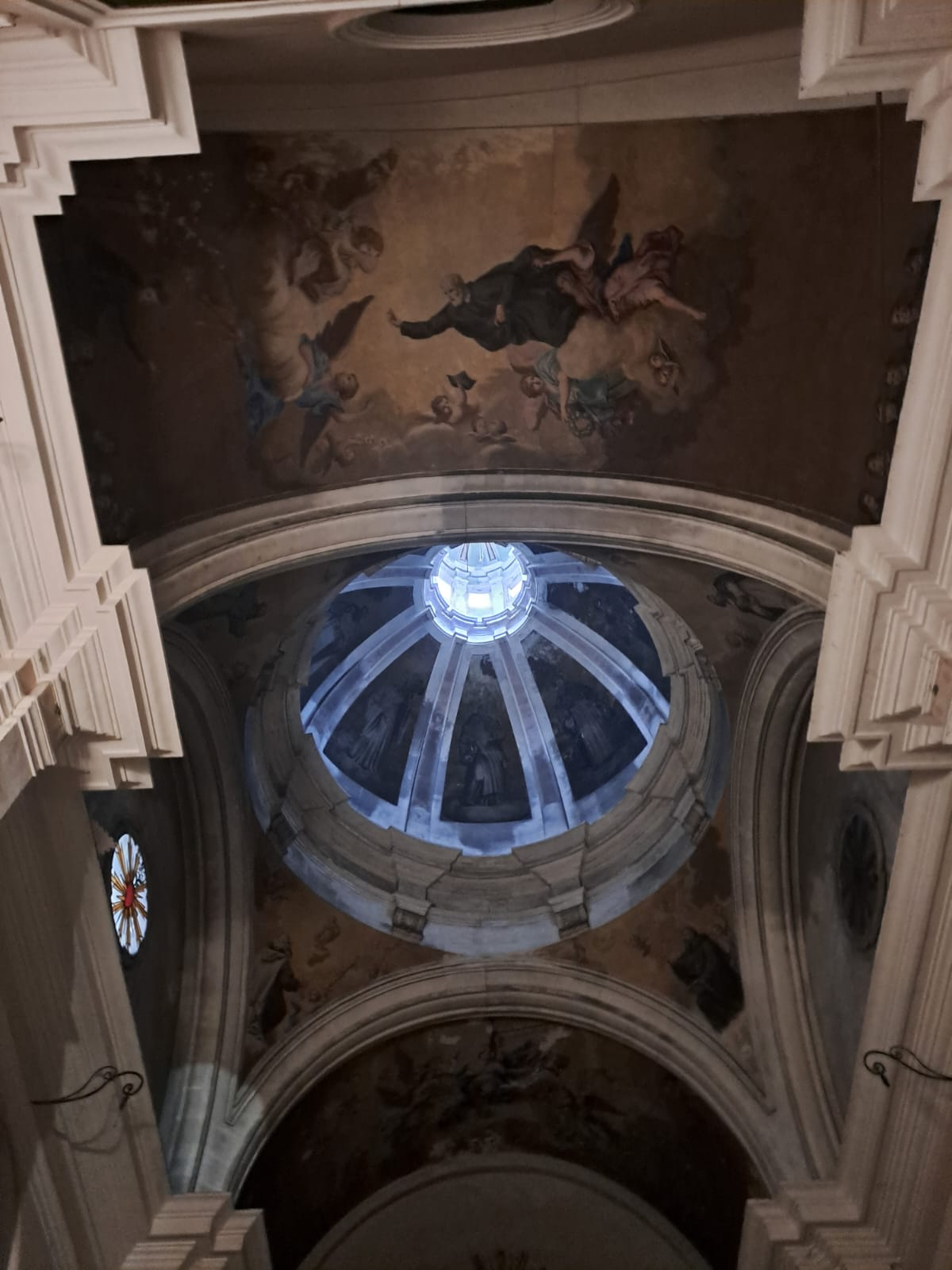
Cúpula de la capilla del Divino Amor

En la actualidad, sólo puede verse una pequeña parte de la capilla, la cual, de todos modos, suele permanecer cerrada. Es la que se encuentra a la izquierda del Portal Mayor. Se trata de una pequeña iglesia dedicada a la Virgen del Divino Amor, aunque anteriormente estaba dedicada a la Virgen de los Remedios. A los lados de la Virgen hay dos pinturas. Por un lado, la Virgen protegiendo a Santa Rosa (derecha), y por otro, protegiendo a Santa Teresa (izquierda). En la parte superior del retablo, un cuadro de San Felipe Neri, copia de Guido Reni, llevado de Roma por el Canónigo Mir. Este cuadro antes estaba en el Altar Mayor.
En la capilla del Divino Amor hay cuatro altares laterales los cuales están dedicados a: Santa Catalina Tomàs; la coronación de la Virgen (vestida con hábito trinitario); San Felipe Neri y los cuatro santos que fueron canonizados con él ( San Ignacio de Loyola, San Francisco Javier, San Isidro Labrador y Santa Teresa de Jesús); y a Cristo crucificado flanqueado por San Pablo Apóstol y el Beato Ramon Llull. Este último altar es el único visible hoy en día entrando desde la iglesia. Procedía de Ca'n Cererols, en la actual Plaza Mayor, donde se dice que se encontraba la casa del Beato Ramon Llull. Fue llevado a la Iglesia de San Felipe por indicación del Obispo Miquel Salvà i Munar.
La capilla del Divino Amor dispone de una cúpula pintada por Vicenç Matas, pintor de la casa. La bóveda fue también decorada por él. Encima del portal de la entrada y en el interior de la capilla hay un cuadro de gran tamaño con diferentes escenas de los Evangelios.

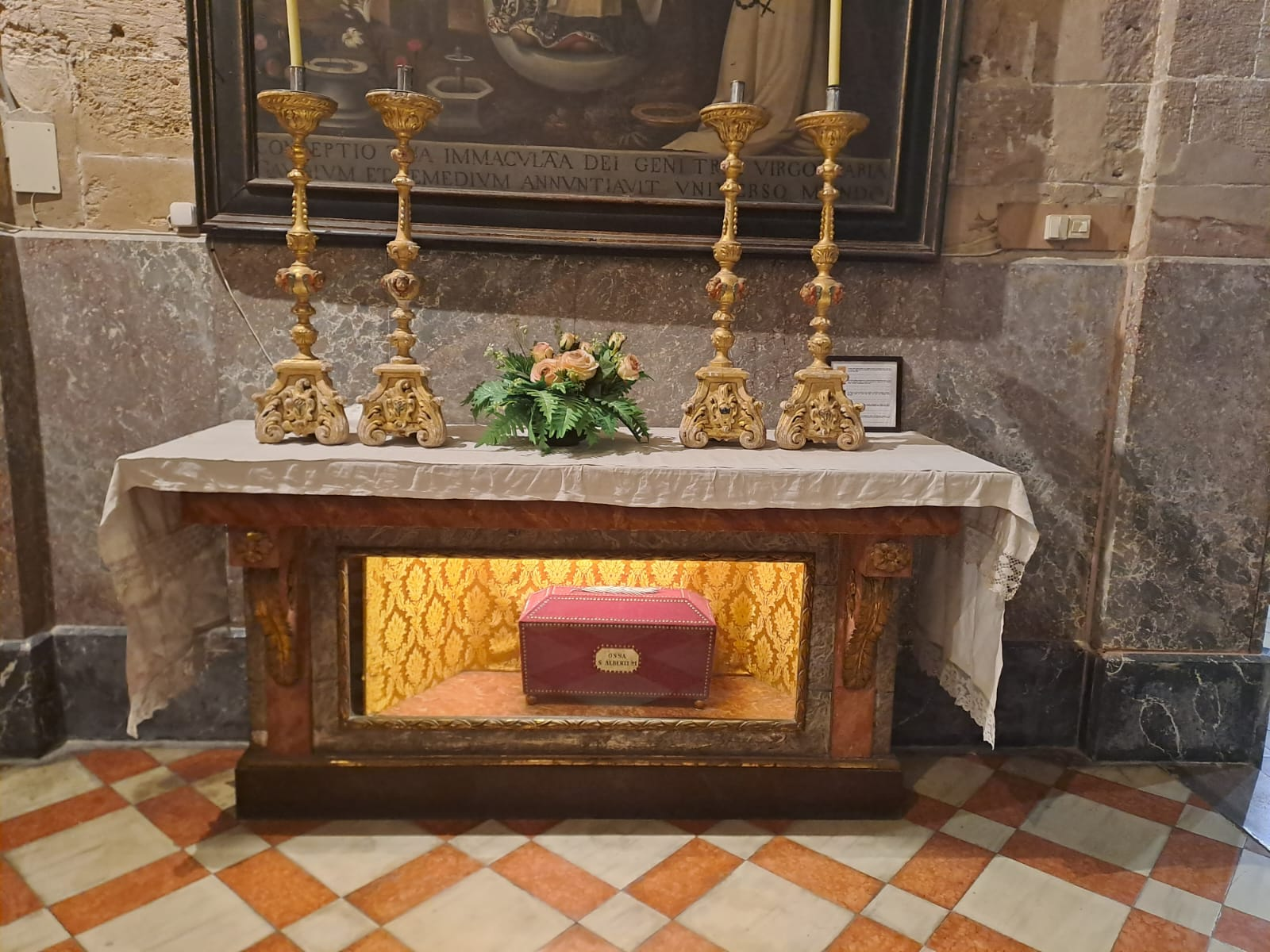
Altar con los restos de San Alberto Mártir

La capilla original, la de la Virgen los Remedios, seguramente data del siglo XVI, ya que en 1574, se fundó en ella una cofradía por iniciativa del Virrey Miquel de Moncada, militar valenciano que participó en la Batalla de Lepanto y en la Rebelión de las Alpujarras. Después de la exclaustración de la Orden de los Trinitarios, esta capilla se usó como teatro.
En 1867 se abrió, después de la desamortización, al culto público. En 1954 se bendijo nuevamente al terminar las reformas. Durante estas obras se descubrieron quince sepulturas, algunas de las cuales databan del siglo XVIII (1717). Junto a la entrada de la capilla se encuentra un altar con los restos de San Alberto Mártir, que reposan en la Iglesia de San Felipe desde 1950 (aunque realmente habían llegado varios años antes con los sellos rotos, razón por la que la Congregación no se atrevió a exponerlas al culto público hasta el año mencionado). Este altar con los restos antes se encontraba en la capilla del Santo Cristo Rescatado. Se movieron en 2019.

### Capilla de la Virgen de los Dolores

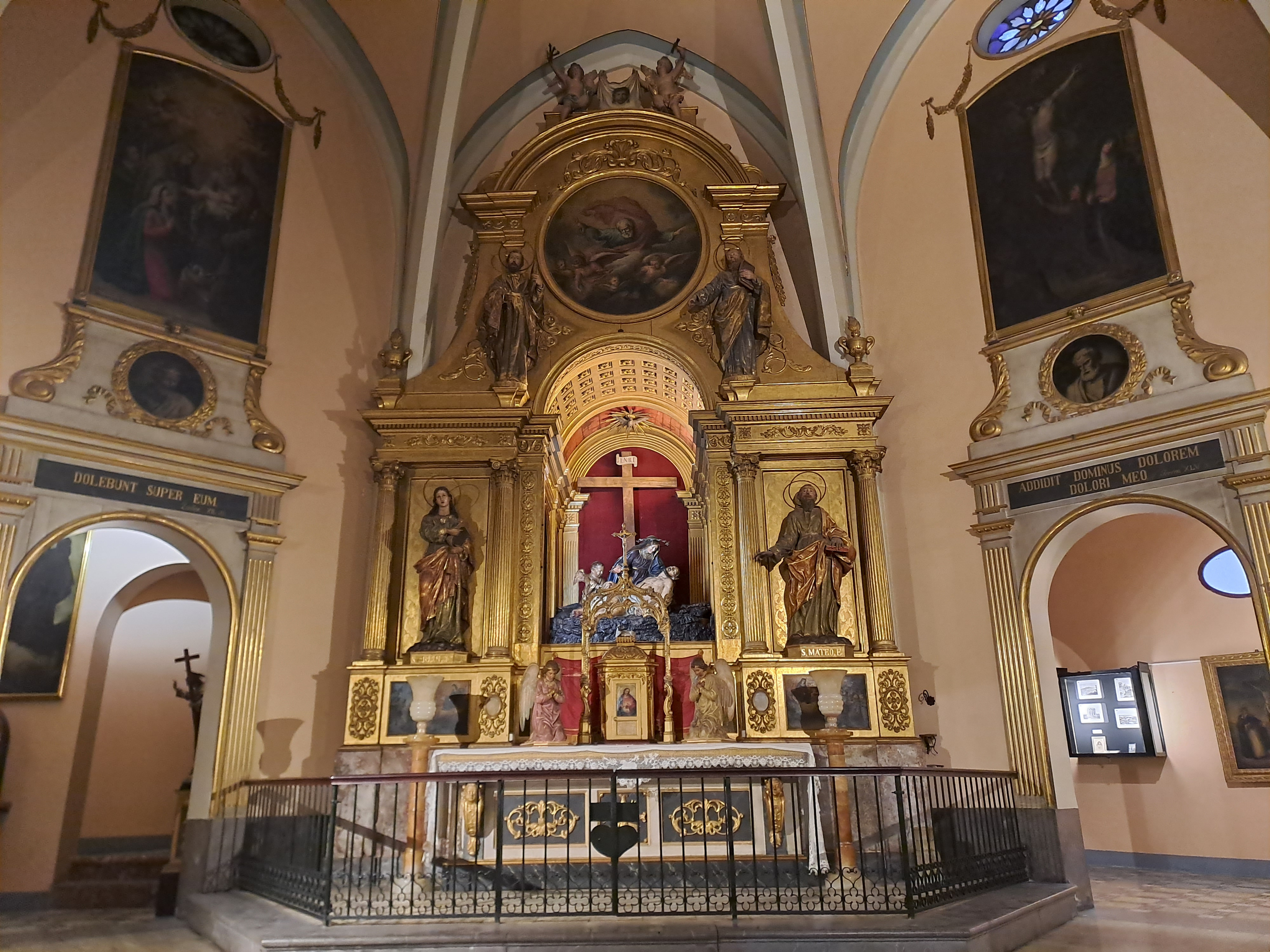
Capilla de la Virgen de los Dolores

La capilla de la Virgen de los Dolores está en el lado izquierdo del Altar Mayor y es donde, actualmente, se encuentra también el museo de la iglesia. En comparación con el resto de capillas es de dimensiones considerables. Dispone de una planta octogonal con girola (pasillo estrecho que se encuentra detrás de la escultura de la Virgen de los Dolores). Santiago Sebastián López (enlace roto disponible en Internet Archive; véase el historial, la primera versión y la última)., historiador, data la capilla en el año 1544. Fue hecha construir por el Prior Pere Pont, trinitario y obispo de Cluny, durante su priorato en el convento del Santo Espíritu. Fue bendecida por Fray Rafael Llinars, fraile del Carmen y hecho obispo de Cristópolis, actual Kavala, (Macedonia oriental) en 1537. Después de haber sido bendecida se cerraron los arcos con rejas de hierro y sólo podían entrar los sacerdotes para celebrar la liturgia, con el requisito, además, de hacerlo calzados con zapatillas de terciopelo.
El día 30 de agosto de 1864, la capilla se reabrió al culto tras la adquisición del templo por parte de la Congregación. Hasta entonces, la capilla había sido utilizada como almacén de leña. Los elementos destacados en la capilla son: un retablo barroco con esculturas de la Virgen de los Dolores (centro) y de los cuatro Evangelistas, Juan y Marcos a la derecha, arriba y abajo respectivamente; y Lucas y Mateo a la izquierda, arriba y abajo respectivamente. En la parte superior del retablo, un medallón representando al Padre Celestial. La capilla, que como ya se ha dicho es de planta octogonal, dispone de siete entradas (el siete representa, en el cristianismo, la perfección y, por tanto, a Dios).
Encima de cada una de las siete puertas hay una cita bíblica que hace referencia a la Pasión de Cristo; un medallón con el busto de un Profeta y en lo más alto, un cuadro con escenas de los Dolores de la Virgen; excepto en el portal central donde, en lugar de un cuadro, se encuentra la fachada de un órgano. En la parte externa de este mismo portal hay un escudo nobiliario y una imagen del Ecce Homo. Anteriormente, durante la época de los Trinitarios, en la capilla había siete retablos de los Siete Dolores de María. En 1840 fueron trasladados a la capilla de la Casa de la Misericordia. Actualmente se encuentran desaparecidos.

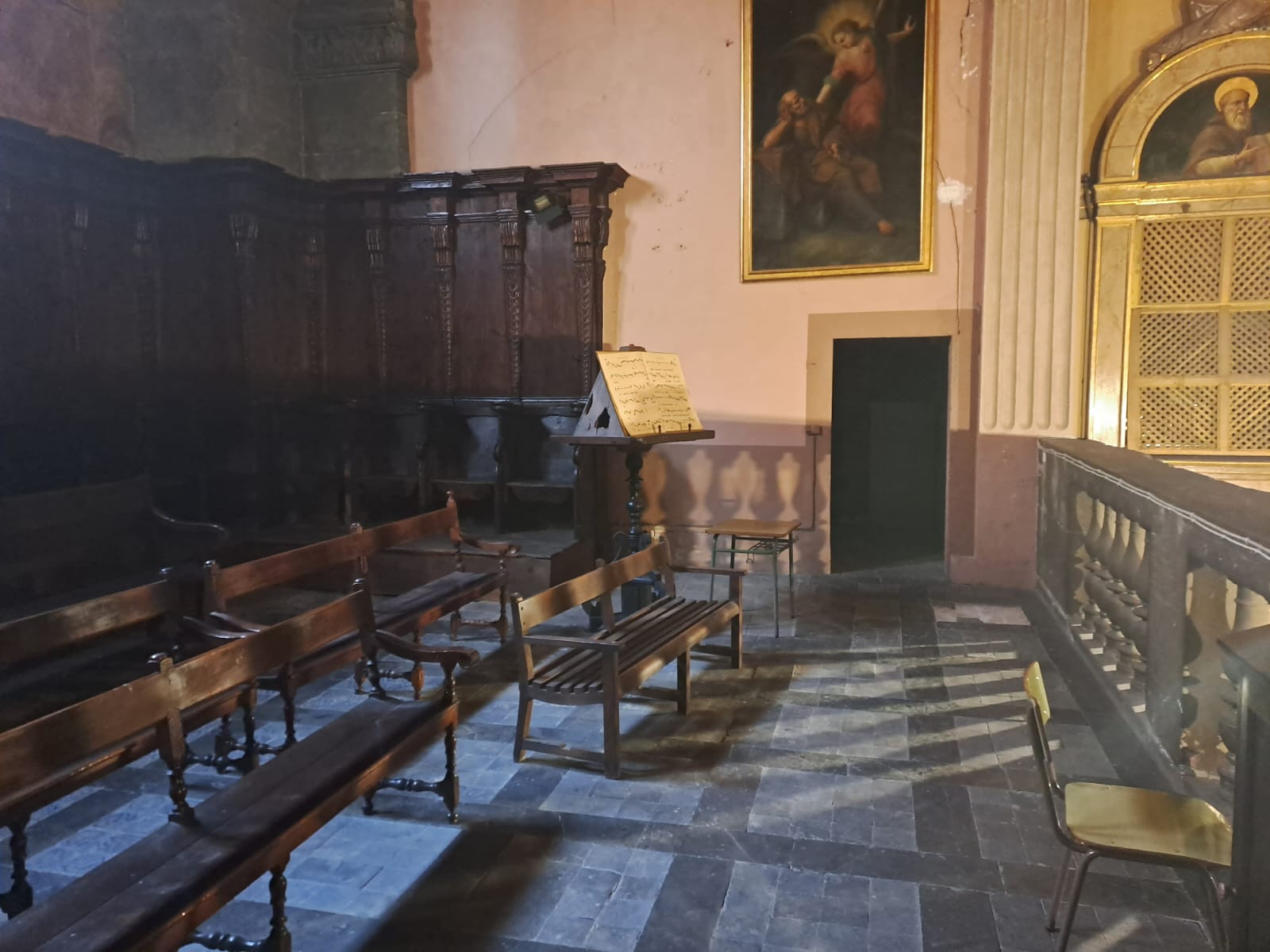
El coro

### El coro
En el coro encontramos uno de los pocos elementos que todavía se conservan de la época de los Trinitarios: las sillas, de las cuales seguramente faltan unas cuantas, ya que sólo hay treinta y cinco sillas (número muy bajo teniendo en cuenta que en aquellos momentos seguramente vivían en el convento el doble de individuos).

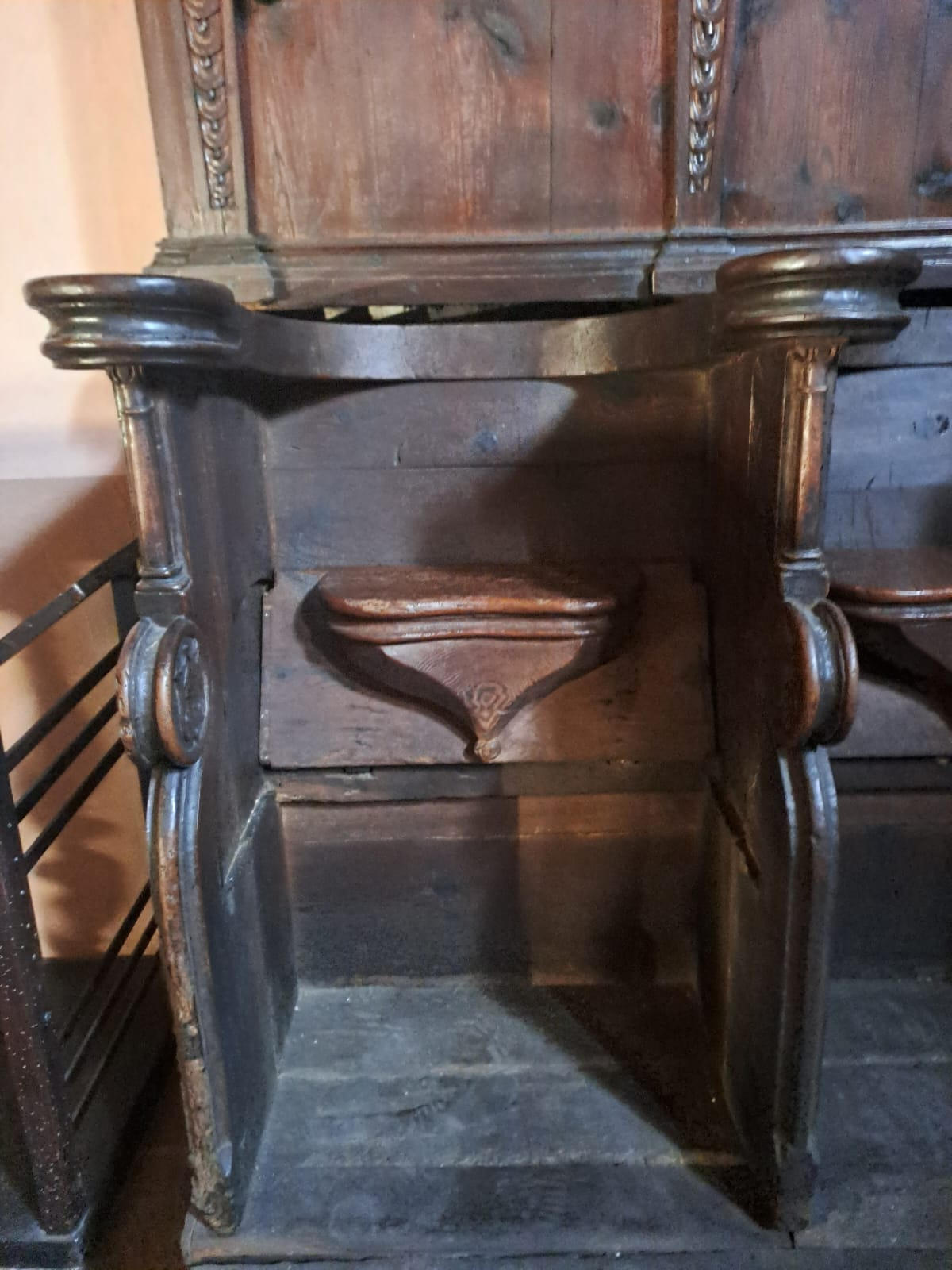
Silla trinitaria del coro

Es probable que el coro no fuera el lugar original de las sillas. Sin embargo no se sabe dónde se encontraban antiguamente. La pared del fondo del coro está decorada con una tela de la Virgen de la Vallicela (Patrona del Oratorio que preside la Chiesa Nuova en Roma ). Debajo de la Virgen, están representados San Felipe y dos Beatos: Juan Juvenal Ancina y Sebastià Valfré, ya mencionados. En la parte superior de la silla prioral, un cuadro al óleo de Vicenç Matas que representa a San Felipe Neri, puesto aquí en 1859. Encima de los portales hay dos telas: la aparición de San Pedro y la decapitación de San Pablo.

### El órgano
Ver artículo principal de: El órgano de San Felipe Neri de Palma

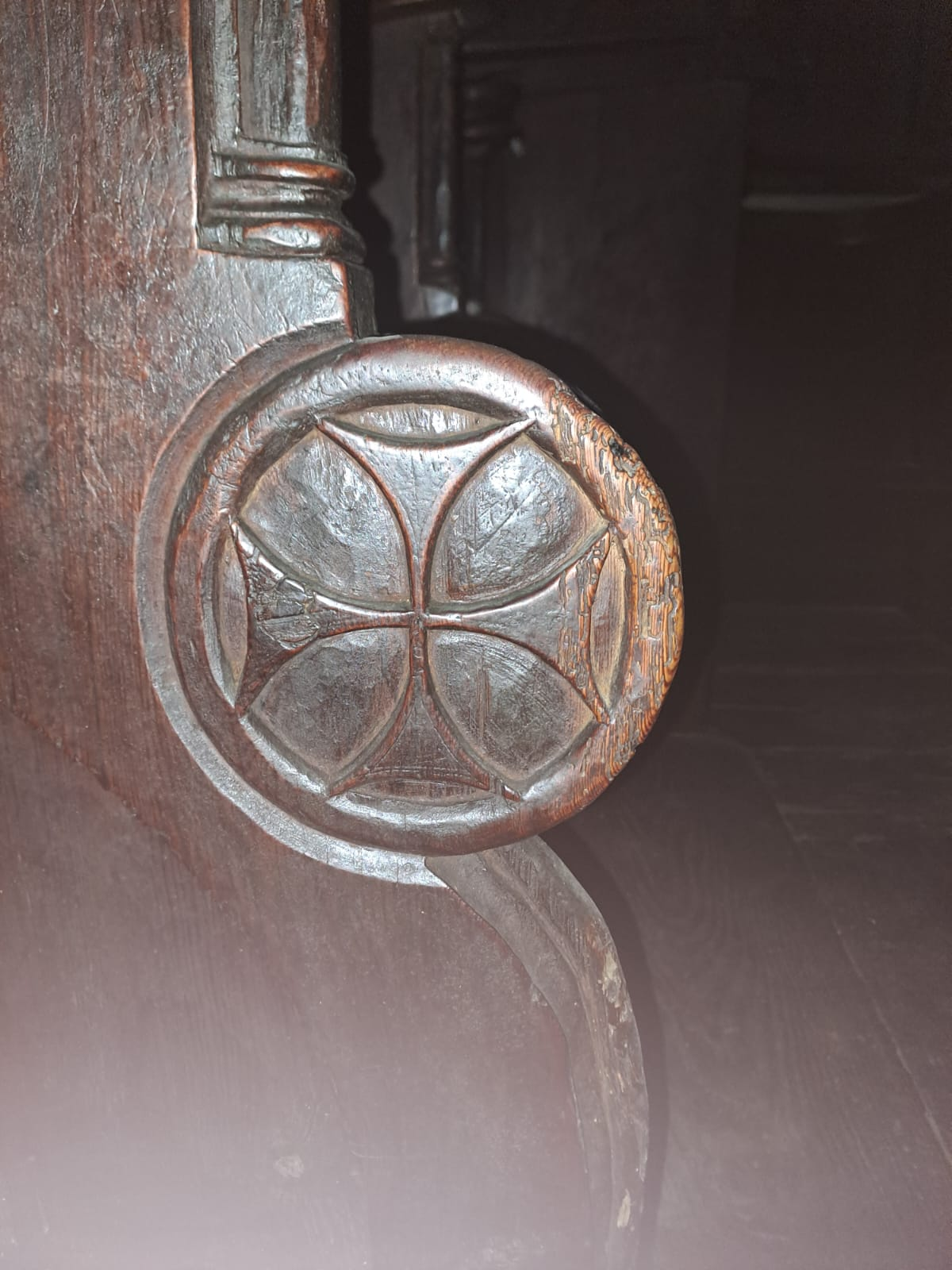
Símbolo Trinitario tallado en la silla

### El campanario
El campanario es cuadrado, con seis cuerpos. El cuerpo superior dispone de ventanas geminadas o biforadas. La torre termina en una cúpula con linterna sobre un tambor octogonal. Dispone de dos campanas. La más grande y antigua -cuyo nombre se encuentra borrado por el tiempo- se fabricó en Barcelona en 1889 por la Fundición Pallés. La más pequeña y moderna tiene una historia algo más larga. Según el Archivo del Oratorio de día 19 de mayo del año 1907, día de Pentescostes, la campana se resquebrajó. Al año siguiente se bendijo otra, con el nombre de María Asunción, hecha en Palencia por Moisés Diez.

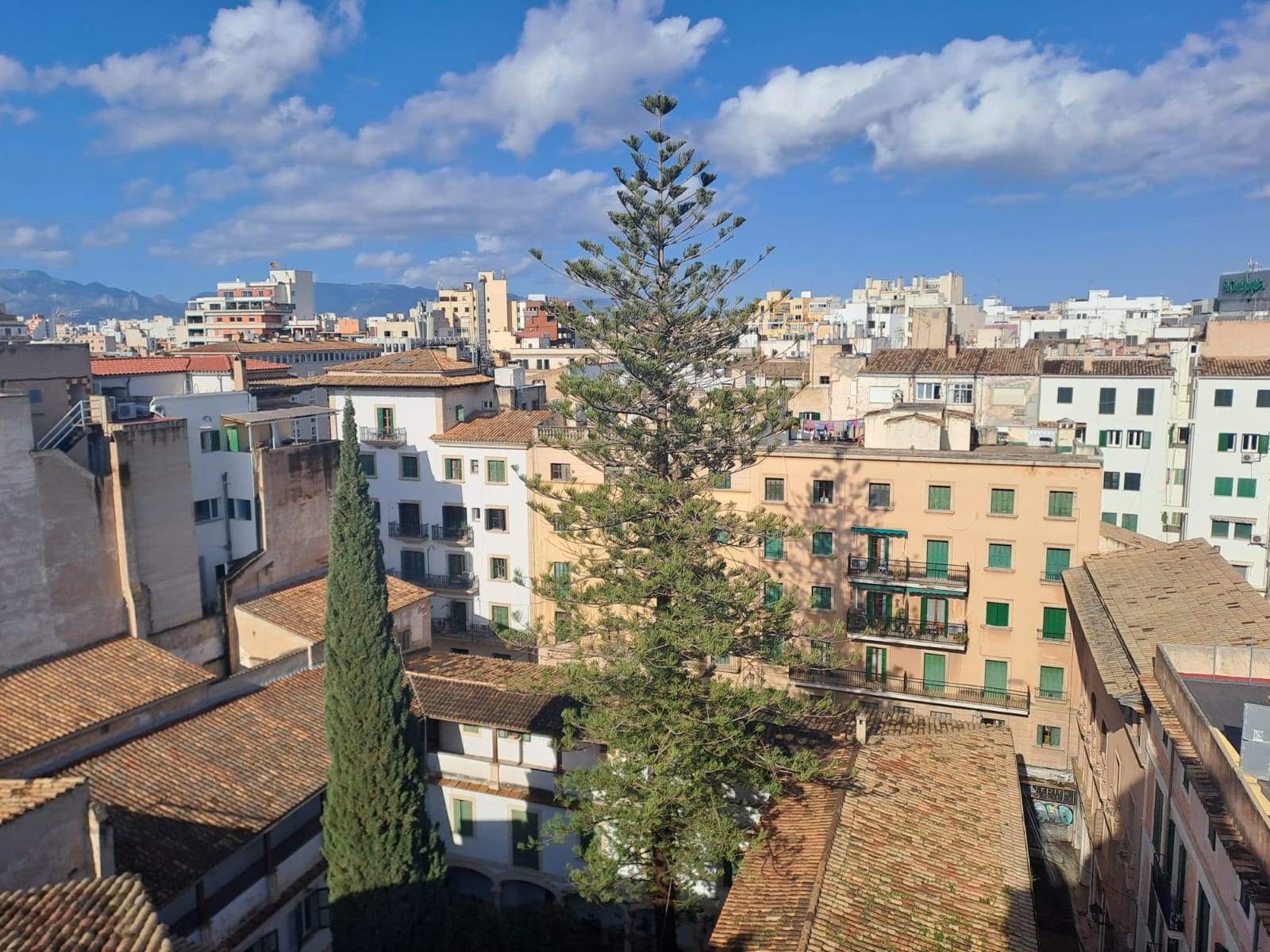
El claustro visto desde el campanario

El encargado de bendecirla fue Antoni Maria Massanet, Obispo de Segorbe en aquellos momentos. En el año 1952 la campana se retiró y se refundió. Fue a parar a varios lugares, entre ellos a Las Palmas de Gran Canaria, para finalmente volver a San Felipe para ser bendecida, con el mismo nombre, por el Canónigo Doctoral, Don Sebastià Garcías Palou en 1954.
Una de las campanas que había en tiempos de los Trinitarios está, actualmente, en el campanario de la Parroquia de los Dolores de Manacor y tiene el nombre, precisamente, de Santo Espíritu.

### Los portales
La iglesia de San Felipe Neri dispone de dos portales. El portal Mayor es el que da a la calle d' En Vilanova. En la parte superior de este portal, hay esculpido el escudo de los Trinitarios, en medio de dos grandes jarrones de flores, con dos parejas de ángeles, de las cuales la superior sostiene una corona.
El portal Menor da a una pequeña plaza que se halla entre las calles d'En Vilanova y de San Felipe Neri. Es más sencillo que el portal Mayor y tan sólo dispone de una imagen pintada que parece ser de la Trinidad.

## Otros sitios de interés

### El claustro

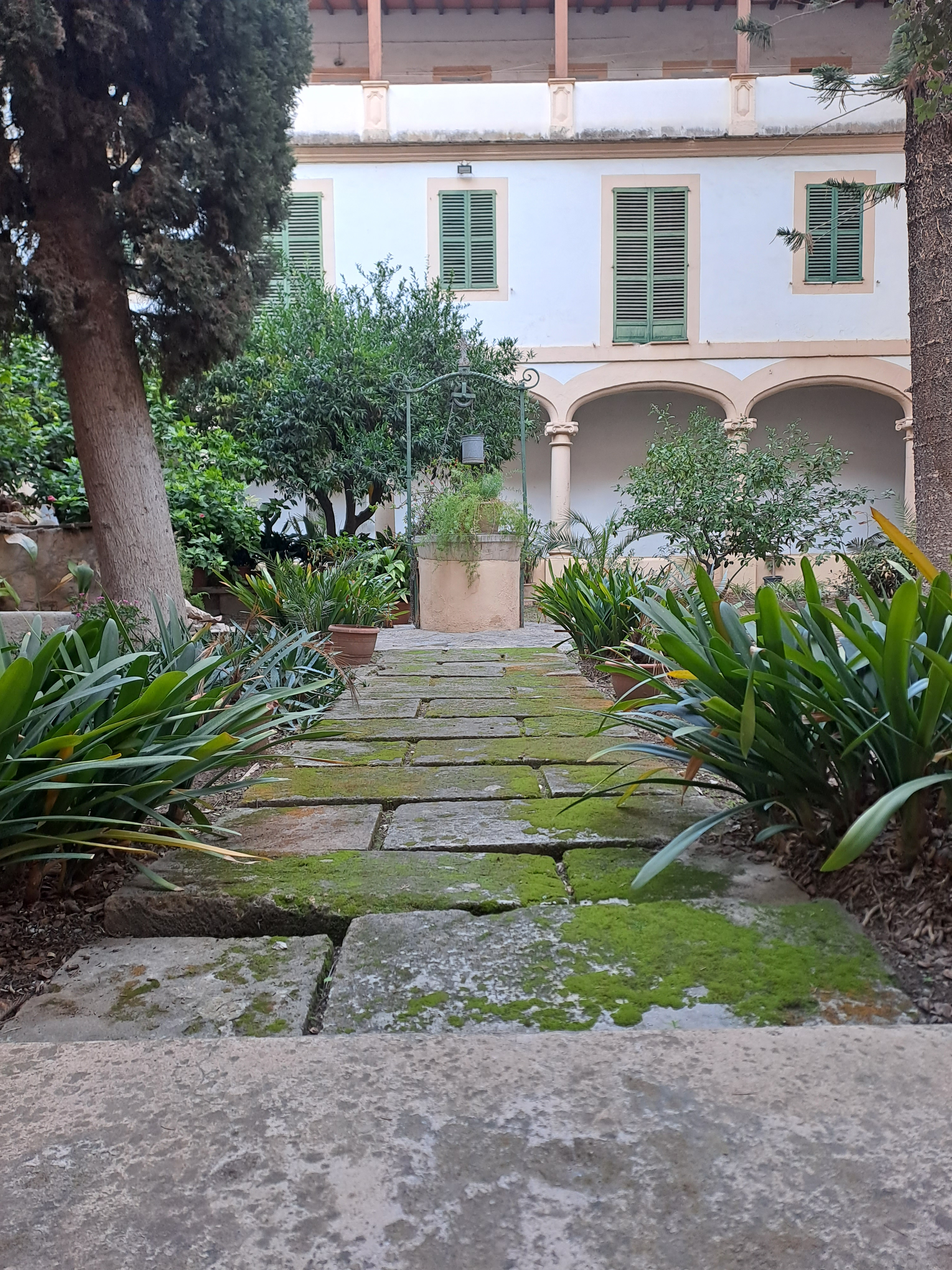
Claustro del convento

Antiguamente, el claustro era mucho más grande. La Calle de San Felipe Neri no existía (se abrió en 1863) y posiblemente, lo que actualmente se conoce como, Galerías Velázquez (39°34′23″N 2°39′16″E / 39.5730825, 2.6545185) era parte del convento. En el momento en que se abrió la calle anteriormente mencionada se dio acceso a la gente a los dos pozos que había en el claustro.

### Habitaciones
En el convento de San Felipe Neri se mantienen, prácticamente intactas, tres habitaciones que pertenecieron a tres personajes importantes de los siglos XIX y XX. Son las habitaciones de: Joaquim Rosselló (fundador de los Misioneros del Sagrado Corazón), Salvi Huix i Miralpeix (obispo catalán fusilado en Lleida durante la Guerra Civil ) y Francesc Molina i Guardiola (restaurador de la Congregación del Oratorio en Mallorca).

### Archivo
El convento de San Felipe dispone de un archivo histórico donde se mantienen guardados todo tipo de documentos relacionados con la iglesia y el convento. También dispone de documentos originales de Miquel Costa i Llobera, poeta mallorquín, (algunos de ellos están expuestos en el museo de la iglesia) i Maria Antònia Salvà, poetisa mallorquina, entre otros escritos de otros personajes importantes del siglo XIX y siglo XX en Mallorca.

### Archivo de oratorios
El convento también dispone de uno de los archivos de oratorios (un género musical) más importante del continente europeo.

### Biblioteca
También existe una biblioteca con una amplia gama de libros y escritos de carácter religioso de considerable antigüedad.